# Erdbeerbaumfalter

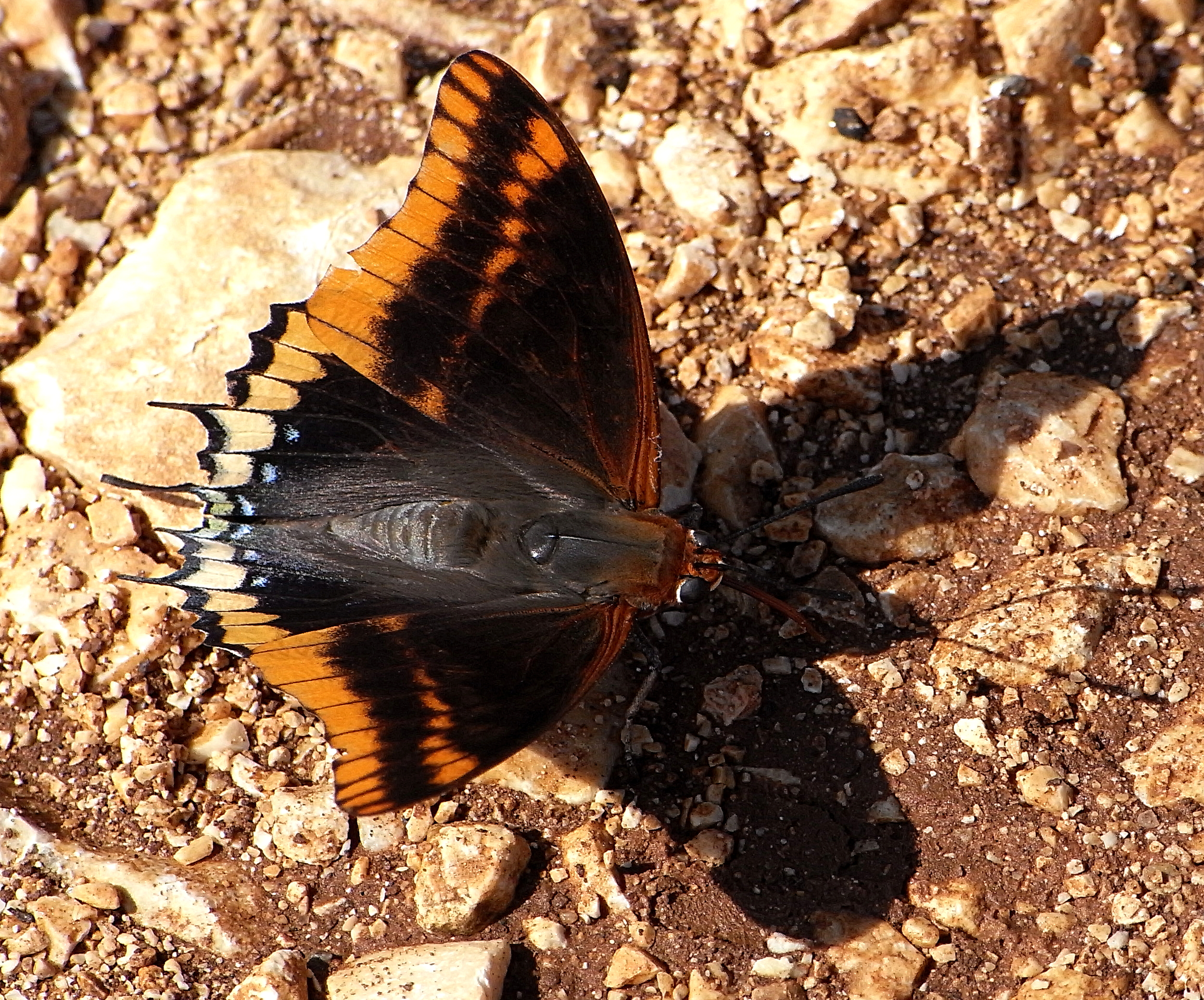
Oberseite des Erdbeerbaumfalters

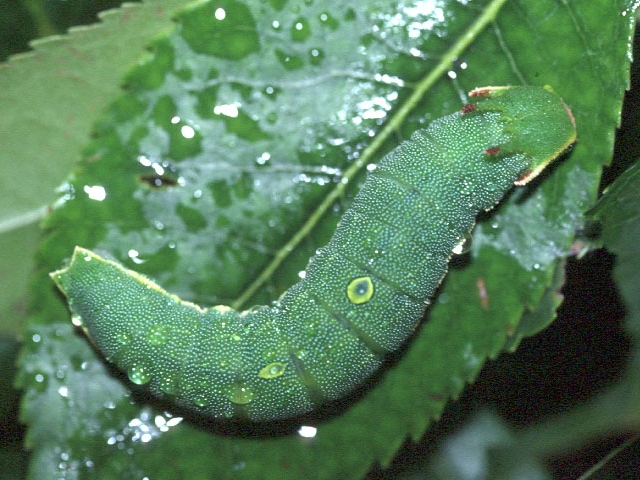
Raupe des Erdbeerbaumfalters

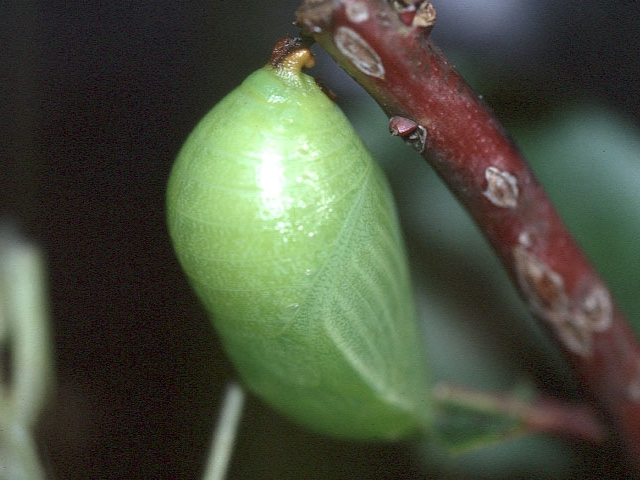
Puppe des Erdbeerbaumfalters

Der Erdbeerbaumfalter (Charaxes jasius) ist ein Schmetterling in der Familie der Edelfalter (Nymphalidae). Er ist der größte europäische Tagfalter.

## Beschreibung

### Falter
Die leuchtend dunkelbraunen Flügeloberseiten haben eine breite gelbbraune Randbinde und gleichfarbige Flecken in der Postdiskalregion. Auf den Oberseiten der mit je zwei Spornen (Schwänzchen) versehenen Hinterflügel befindet sich eine Reihe blauer Flecken in den Zellen 1c - 4. Die Unterseite ist stark mit Streifen und Flecken gemustert. Das Weibchen ist etwas größer als das Männchen und erreicht eine Vorderflügellänge von über 40 Millimeter und eine Flügelspannweite von über neun Zentimeter. Der Falter ist in Europa nicht mit anderen Arten verwechselbar.

### Raupe
Die Raupen sind grün gefärbt und haben einen hellen, gelblichen Seitenstreifen. Sie ähneln Schnecken, da ihre Kopfkapsel vier nach hinten oben gerichtete, rötlich-braune Hörner trägt, von denen die mittleren beiden besonders hervorstechen. Das Körperende ist breit und leicht sichelförmig eingebuchtet Richtung Körper. Schon die Eiräupchen haben diese äußere Form, nur die Farbe ist im ersten Stadium noch gelblich.

## Lebensweise
Der Erdbeerbaumfalter fliegt in zwei Generationen von Mai bis Juni und von August bis September. Er ist ein guter und schneller Flieger und kann stundenlang beim Flug durch sein Revier beobachtet werden. Artgenossen und sogar kleine Vögel werden energisch vertrieben. Wenn er sich niederlässt, klappt er – ähnlich wie auch der Zitronenfalter – fast immer die Flügel zusammen.
Die Raupen leben am Westlichen Erdbeerbaum (Arbutus unedo). Sie besitzen jeweils einen Ruheplatz; dort spinnen sie auf der Mitte der Blattoberfläche ein Gespinst. Zu diesem Ruheplatz, welcher im Laufe der Entwicklung öfters gewechselt werden kann, kehren die Raupen in den Fraßpausen zurück, da sie zum Fressen meist auf andere Blätter wandern. Der Falter liebt und besucht aufgeplatztes, gärendes Obst, Schweiß und auch Exkremente. Von vergorenen Früchten ist er oft so berauscht, dass er nicht mehr in der Lage ist zu fliegen. Im September kann er oft beim Saugen an überreifen, in Gärung übergegangenen Feigen (Ficus) oder anderen Früchten beobachtet werden.
Die gelblichen, 2 mm großen Eier werden entweder auf der Unter- oder Oberseite der Blätter abgelegt. Die Raupen verpuppen sich an ihrer Nahrungspflanze. Die grünlich-weiße Puppe, welche regelmäßig oval geformt ist, erscheint im Verhältnis zur Größe des Falters relativ kurz und gedrungen.

### Verbreitung
Die Verbreitung des Erdbeerbaumfalters ist stark an die Verbreitung des Erdbeerbaums, der Futterpflanze der Raupe, gekoppelt. Im Gegensatz zur Futterpflanze, die bis zu −15 °C erträgt, überstehen die überwinternden Raupen keine längeren Frostperioden. Der Erdbeerbaumfalter kommt in den Küstenbereichen des Mittelmeeres bis ins zentrale Afrika vor. In Europa und Nordafrika umfasst die Verbreitung Algerien, Marokko, Tunesien und die Toskana, weiterhin West-Portugal, die Balearen, Korsika, Elba, Sardinien, Kroatien, Sizilien, Korfu, Kreta, Samos, Ikaria, Chios und Rhodos. Es existieren isolierte Inlandpopulationen in Spanien (Huelva, Málaga, Salamanca und Madrid) und Frankreich (Provence bis Aveyron, Lozère und Ardèche). Er fehlt an der nordadriatischen Küste. In der vertikalen Verbreitung erreicht er Höhen von bis zu 1200 Metern, im Hohen Atlas von bis zu 2400 Metern. Er ist meist in halbschattigen Gebieten wie Gebüschen und an Waldrändern anzutreffen. Er kommt aber auch in Siedlungsgebieten vor. Aufgrund zunehmender Bebauung der Küsten gehen die Bestände dort aber zurück.

### Status
Er ist örtlich recht häufig anzutreffen.